# Mrgudi
Mrgudi su beogradski pank-rok sastav oformljen 1983. godine.
Grupa je svoj rad počela kao tročlani sastav u kome su bili braća Ivanišević, Petar (gitara i vokal) i Predrag (bas gitara i prateći vokal) i Nenad Davidović (bubnjevi).
Svoje prve demo snimke snimili su 1984. i kao pobednici radio emisije „Ventilator 202”, učestvovali na prvom „Međunarodnom sajmu muzike — Mesam”, koji su otvorili svojom pobedničkom pesmom „Milicajac”.
Tokom desetak godina rada grupe kroz sastav su prošli i Branko Cvijović (bas gitara), Branislav Rodić (bas gitara), Zoran Naumović (gitara) , Bata Crnoglavac (bubnjevi) i Goran Ašanin (gitara i vokal).
Veliki broj tekstova Gorana Ašanina i Branka Cvijovića oplemenio je već ustaljeni način rada ovog tipično beogradskog urbanog punk benda.Tekstovi na specifičan način opisuju mnoge teme života koje Mrgudi na sebi svojstven način muzički prikazuju.

## Diskografija
- Kompilacija Ventilator 202 Demo Top 10 Vol 3 (LP), PGP RTS, 1985. (pesma „Proleteri”)
- Kompilacija Beograd OK!, „No Profit Tapes”, 1986. (pesme „Proleteri” i „Tata hoću da budem budža”)
- „Mrgudi” — Tamo gde su svi, „Rockland”, Beograd, 1992.

## Spoljašnje veze
- „Mrgudi street-punk Belgrade”, Crveni skinhed, petak, 12. novembar 2010.